# الکساندر آنتسون
الکساندر آنتسون (استونیایی: Aleksander Antson; ۳۱ اوت ۱۸۹۹ – ۲۱ سپتامبر ۱۹۴۵) ورزشکار دو و میدانی، روزنامه‌نگار و نویسنده اهل استونی بود.
وی در مسابقات دو ۱۵۰۰ متر بازی‌های المپیک تابستانی ۱۹۲۴ شرکت کرده‌بود.